# Everything's Electric
Everything's Electric è un singolo del cantautore britannico Liam Gallagher, pubblicato il 4 febbraio 2022 come primo estratto dall'album C'mon You Know, in uscita il 27 maggio seguente.

## Descrizione
Dopo la fine delle registrazioni dell'album C'mon You Know, Gallagher ricevette una demo della canzone Everything's Electric da Dave Grohl, il quale figura anche alla batteria, e Greg Kurstin, produttore che ha collaborato con i Foo Fighters e Gallagher. L'ex componente degli Oasis ne incise, quindi, la parte vocale, decidendo di inserire il brano nel disco appena ultimato, come dichiarato dal cantautore in un'intervista concessa a Radio X.
Gallagher intendeva comporre una canzone che combinasse Sabotage dei Beastie Boys e Gimme Shelter dei Rolling Stones, mentre il potente basso conferisce al brano sonorità punk rock e hip hop.
Il brano è stato eseguito per la prima volta dal vivo l'8 febbraio 2022, in occasione dell'esibizione di Gallagher alla cerimonia di consegna dei BRIT Awards 2022.

## Video musicale
Il videoclip della canzone, in bianco e nero, è stato diffuso il 3 marzo 2022.

## Tracce
1. Everything's Electric – 3:38

## Musicisti
- Liam Gallagher - voce
- Greg Kurstin - chitarra, tastiere, percussioni, basso
- Dave Grohl - batteria[6]

## Classifiche
| Classifica (2022) | Posizione massima |
| ----------------- | ----------------- |
| Regno Unito       | 18                |